# الشتات (مسلسل)
مسلسل سوري من إخراج نذير عواد للكاتب الدكتور فتح الله عمر من إنتاج شركة (لين).

## القصة
وهو دراما سياسية تستعرض نشوء الحركة الصهيونية بأبعادها السياسية والاقتصادية والعقائدية. ويتناول حياة شخوص كانوا بمثابة اللَبِنة الأساسية في نشوء هذه الحركة وهم الشخوص الحقيقيون الذين ساهموا فعليا في ترجمة أهدافها من العام 1812 إلى عام 1948؛ عام احتلال فلسطين. ويسلّط هذا العمل الضوء على آلية تكوين إسرائيل والأساليب التي اتبعتها الصهيونية للوصول إلى هذا الكيان، ويفضح ادعاءات اليهود حول الإبادة والمجازر التي تعرضوا لها عبر القرون, ويبين بجلاء أن كل ما تعرض له اليهود كان بتدبير من الصهاينة أنفسهم. ويضيف الكاتب أن التاريخ يعيد نفسه الآن وها هي إسرائيل تسعى دائمًا إلى تزييف الحقائق أمام الناشئة العرب، وتسعى من خلال محاور كثيرة إلى تحسين صورتها أمام العالم من خلال طروحاتها تجاه التطبيع. ويضيف الكاتب أن العمل استغرق وقتًا وجهدًا كبيرين بالاعتماد على 2500 مرجع يهودي ليس فيها برتوكولات صهيون.
تبدأ أحداث مسلسل الشتات عام 1812 حيث يستدعي أمشيل روتشيلد وهو على فراش الموت أولاده الخمسة ويوكل لهم مهمة السيطرة على أهم بلدان العالم باسم الحكومة اليهودية العالمية. فتقع ألمانيا من نصيب (أتسليم) والنمسا من نصيب (سالمون) ويحوز (ناتان) على بريطانيا و(جيمز) على فرنسا أما (كارل) فكان الفاتيكان من نصيبه، ويخبرهم أبوهم بأن القيادة السرية قد اتخذت قرارًا بتسليم القيادة لواحد منهم يُطلعون على اسمه فيما بعد.
ثم ينتقل العمل زمنيًا إلى عام 1894 بانعقاد الحكومة السرية اليهودية، ويتخذ المجلس قرارًا ببدء الاغتيالات، يبدأ باغتيال قيصر روسيا ألكسندر الثالث بغية زعزعة الاستقرار الدولي وخلق المناخ المناسب لتحرك اليهود في الخفاء. ويتشعب العمل وأحداثه وأماكنه. وفي سياق العمل المسلسل تنكشف -الأساليب التي مارسها هرتزل من أجل تحقيق حلمه في إقامة وطن قومي لليهود في فلسطين. إضافة إلى فضح مزاعم اليهود بالهلوكوست وكشف علاقتهم الحميمة مع هتلر، ويبيّن أن المجازر التي أصابت اليهود خلال الحرب العالمية الثانية كانت بتدبير من الصهيونية وبالاتفاق المسبق مع هتلر.
كما يتناول اضطهاد اليهود للآخرين واضطهاد زعمائهم لبقية اليهود الشرقيين، ويفضح العلاقات الحقيقية بين روتشيلد وبلفور ووايزمن التي أدت إلى إعطاء بلفور وعده.

## الأثر السياسي
العمل يقع في 30 حلقة إلى 24 حسب المصدر، لكن لم يتم عرض إلا 18 حلقة عرضتها قناة المنار عام 2003 وعرضت بعضها قناة ممنوع الأردنية عام 2005، لكن تم منع إكمال بث المسلسل بضغوط إسرائيلية أميركية أوروبية  .

## الممثلون
عبد الرحمن أبو القاسم بدور (روتشيلد)
- عباس النوري بدور (ألبير)
- هاني الروماني بدور (بلفور)
– مي سكاف بدور (جين)
– أمانة والي بدور (نانسي)
– رندة مرعشلي بدور (أولغا)
– تيسير إدريس (تيودور هرتزل) - عبد الهادي الصباغ (سارانوف) – سحر فوزي (زيفا) سعد مينة (آحاد) - ميلاد يوسف (ناتان) - وائل نجم (توم) - سليم شريقي (قائد معسكر الهاجاناه) – سليم صبري – خالد تاجا – صالح الحايك - أحمد منصور (هكلر) – رنا مراد (إيزابيل) – فيلدا سمور (فيرا) - لينا كرم (ريتا) – رياض نحاس (آرثر) – فائق عرقسوسي (فرانس) – زيناتي قدسية (وايزمن).
ok

## وصلات خارجية
- الشتات على موقع IMDb (الإنجليزية)